# チャタルプル
チャタルプル（ヒンディー語：छतरपुर、英語：Chhatarpur）は、インドのマディヤ・プラデーシュ州、チャタルプル県の都市。

## 歴史
1785年、かつてアウラングゼーブに抵抗したブンデールカンド地方の領主チャトラサールの名にちなんで建設された。
その後、1806年にこの地はイギリスの下で藩王国化し、1947年まで存続した。